# &Twice
&Twice é o segundo (terceiro em geral) álbum de estúdio japonês do grupo feminino sul-coreano Twice. Foi lançado pela Warner Music Japan em 19 de novembro de 2019. Inclui os singles "Happy Happy", "Breakthrough" e "Fake & True". O grupo fez uma turnê pelo Japão em apoio ao álbum e voltará a fazer uma turnê pelo país em 2020. Uma reedição do álbum, contendo a nova canção "Swing", foi lançada em 5 de fevereiro de 2020.

## Antecedentes e lançamento
Em 6 de setembro de 2019, por meio de seu site, foi anunciado que Twice lançaria seu segundo álbum japonês. A faixa-título "Fake & True" foi pré-lançada como single digital em 18 de outubro, junto com o videoclipe que a acompanha.
Uma reedição foi lançada em 5 de fevereiro de 2020, adicionando uma nova música intitulada "Swing" junto com uma nova versão do videoclipe "Fake & True" chamado "The Truth Game".

## Promoção
Fake & True "foi apresentada pela primeira vez durante a Twice World Tour 2019-2020 da parte japonesa de"Twicelights", que começou em 23 de outubro de 2019 em Sapporo. Também foi apresentada no Music Station no Music Station 2 Hour Special no episódio em 22 de novembro de 2019.

## Desempenho comercial
&Twice estreou no número 1 na classificação diária da Oricon Albums Chart com 80.563 cópias vendidas, e liderou a Oricon Albums Chart semanal com 124.197 cópias vendidas. Na Oricon Digital Album Chart, estreou no número 5 com 1.912 downloads. Ele também estreou no topo da tabela Hot Albums da Billboard Japan, tornando-se o terceiro álbum do grupo a fazê-lo. A Billboard Japan registrou 133.163 cópias vendidas e 1.903 downloads do álbum.

## Lista de faixas
| N.º            | Título                 | Letras                                   | Música                                                 | Arranjo                    | Duração |  |
| 1.             | "Fake & True"          | Jam9                                     | Kass                                                   | Kass                       | 3:39    |  |
| 2.             | "Stronger"             | Eri Osanai                               | Masaki Iehara SunHee                                   | Masaki Iehara              | 3:15    |  |
| 3.             | "Breakthrough"         | Yu Shimoji                               | Jan Baars Rajan Muse Ronnie Icon                       | Jan Baars                  | 3:37    |  |
| 4.             | "Changing!"            | Yu Shimoji                               | Secret Weapon Red Anne Maxx Song                       | Secret Weapon              | 3:42    |  |
| 5.             | "Happy Happy"          | Yu Shimoji                               | Lee Woo-min "collapsedone" Val Del Prete Eric Sanicola | Lee Woo-min "collapsedone" | 3:26    |  |
| 6.             | "What You Waiting For" | Mayu Wakisaka Lee Woo-min "collapsedone" | Mayu Wakisaka Lee Woo-min "collapsedone"               | Lee Woo-min "collapsedone" | 3:21    |  |
| 7.             | "Be Ok"                | Shoko Fujibayashi                        | Benny Jansson Ida Pihlgren                             | Benny Jansson              | 3:08    |  |
| 8.             | "Polish"               | Lauren Kaori Yu-ki Kokubo                | Julia Ross Gannin Arnold                               | Gannin Arnold              | 3:01    |  |
| 9.             | "How U Doin'"          | Chaeyoung Risa Horie                     | Frants Chaeyoung                                       | Frants                     | 3:29    |  |
| 10.            | "The Reason Why"       | Natsumi Watanabe                         | Erik Lidbom Fast Lane                                  | Erik Lidbom                | 3:46    |  |
| Duração total: | Duração total:         | Duração total:                           | Duração total:                                         | Duração total:             | 34:23   |  |

| Primeira impressão do DVD da edição limitada A |                                                                    |         |  |
| N.º                                            | Título                                                             | Duração |  |
| 1.                                             | "Twice 1st Arena Tour 2018 "BDZ" no Musashino Forest Sports Plaza" |         |  |

| Primeira impressão do DVD da edição limitada B |                                                       |         |  |
| N.º                                            | Título                                                | Duração |  |
| 1.                                             | ""Fake & True" (Videoclipe)"                          |         |  |
| 3.                                             | "Happy Happy (Bastidores do vídeo de dança no Havaí)" |         |  |
| 4.                                             | "Happy Happy (Vídeo de prática de dança no Havaí)"    |         |  |
| 5.                                             | "Bastidores da gravação no Havaí"                     |         |  |
| 6.                                             | "Bastidores da sessão de fotos"                       |         |  |

| Edição padrão da reedição |                        |                                          |                                                        |                            |         |  |
| N.º                       | Título                 | Letras                                   | Música                                                 | Arranjo                    | Duração |  |
| 1.                        | "Swing"                | Yuka Matsumoto                           | Lee Woo-min "collapsedone"                             | Lee Woo-min "collapsedone" | 3:22    |  |
| 2.                        | "Fake & True"          | Jam9                                     | Kass                                                   | Kass                       | 3:39    |  |
| 3.                        | "Stronger"             | Eri Osanai                               | Masaki Iehara SunHee                                   | Masaki Iehara              | 3:15    |  |
| 4.                        | "Breakthrough"         | Yu Shimoji                               | Jan Baars Rajan Muse Ronnie Icon                       | Jan Baars                  | 3:37    |  |
| 5.                        | "Changing!"            | Yu Shimoji                               | Secret Weapon Red Anne Maxx Song                       | Secret Weapon              | 3:42    |  |
| 6.                        | "Happy Happy"          | Yu Shimoji                               | Lee Woo-min "collapsedone" Val Del Prete Eric Sanicola | Lee Woo-min "collapsedone" | 3:26    |  |
| 7.                        | "What You Waiting For" | Mayu Wakisaka Lee Woo-min "collapsedone" | Mayu Wakisaka Lee Woo-min "collapsedone"               | Lee Woo-min "collapsedone" | 3:21    |  |
| 8.                        | "Be Ok"                | Shoko Fujibayashi                        | Benny Jansson Ida Pihlgren                             | Benny Jansson              | 3:08    |  |
| 9.                        | "Polish"               | Lauren Kaori Yu-ki Kokubo                | Julia Ross Gannin Arnold                               | Gannin Arnold              | 3:01    |  |
| 10.                       | "How U Doin'"          | Chaeyoung Risa Horie                     | Frants Chaeyoung                                       | Frants                     | 3:29    |  |
| 11.                       | "The Reason Why"       | Natsumi Watanabe                         | Erik Lidbom Fast Lane                                  | Erik Lidbom                | 3:46    |  |
| Duração total:            | Duração total:         | Duração total:                           | Duração total:                                         | Duração total:             | 37:45   |  |

| Primeira impressão do DVD da edição limitada da reedição |                                               |         |  |
| N.º                                                      | Título                                        | Duração |  |
| 1.                                                       | "Fake & True"                                 |         |  |
| 2.                                                       | "Bastidores da sessão de fotos"               |         |  |
| 3.                                                       | "Twice 1st Arena Tour 2018 "BDZ" (Bastidores) |         |  |

## Desempenho nas tabelas
| Tabela musical (2019)                 | Melhor posição |
| ------------------------------------- | -------------- |
| Japão (Hot Albums da Billboard Japan) | 1              |
| Japão (Albums da Oricon)              | 1              |
| Japão (Digital Albums da Oricon)      | 5              |

| Tabela musical (2019)           | Posição |
| ------------------------------- | ------- |
| Japão (Hot Albums da Billboard) | 47      |
| Japão (Albums da Oricon)        | 23      |

## Certificações
| Região                                         | Certificação | Unidades/vendas |
| ---------------------------------------------- | ------------ | --------------- |
| Japão (RIAJ)                                   | Ouro         | 100,000^        |
| ^distribuições baseadas apenas na certificação |              |                 |